# Kæmpebranden i Bergen
Kæmpebranden i Bergen er en dansk dokumentarisk optagelse fra 1916.

## Handling
Denne artikel mangler et handlingsreferat. Hjælp os med at skrive det.